# Münzbach
Münzbach è un comune austriaco di 1 734 abitanti nel distretto di Perg, in Alta Austria; ha lo status di comune mercato (Marktgemeinde).